# Robert Symmer
Robert Symmer, född 1707, död 1763, var en brittisk fysiker.
Symmer blev 1753 medlem av Royal Society i London. Han författade fyra avhandlingar om elektricitet, tryckta i Philosophical Transactions 1759. I dessa härleder han oberoende av Charles du Fay den så kallade dualistiska teorin för elektriciteten. Symmer använde dubbla silkesstrumpor, vita under, svarta ovanpå. Då han en kväll drog av dessa senare, såg han i mörkret elektriska gnistor slå över mellan dem och de vita strumporna. Dessa drog de svarta till sig, men stötte varandra bort, liksom de svarta stötte varandra bort. Drogs en svart och en vit strumpa samtidigt av foten, så var de tillsammans oelektriska. I en oelektrisk kropp finns därför enligt Symmer lika mängder av de båda elektricitetssorterna. Elektrisering beror på ett åtskiljande av den ena sorten från den andra.